# منزل تمیم
منزل تمیم (به عربی: منزل تمیم) یک منطقهٔ مسکونی در تونس است که در استان نابل واقع شده‌است. منزل تمیم ۴۴٬۴۲۴ نفر جمعیت دارد.